# Puig d'en Bord
El Puig d'en Bord és una muntanya del massís de Randa (Mallorca), presenta una altitud de 335,24 msnm i es troba al municipi d'Algaida.

## Descripció
El puig està la confluència de les possessions d'Albenya, Pola, Son Sastre Vell i Castellitx. Pertanyent a la Mata Escrita, aquest turó està format per calcarenites de la zona de Randa, amb una orientació NE-SW, i envoltat per margues burdigalianes que constitueixen sòls amb una elevada capacitat de retenció d'aigua.
El puig presenta estructures no visibles datades de l’època romana i una font de mina d'origen andalusí al vessant nord. Al seu peu, prop del comellar de Castellitx, es troba la font homònima, associada a la possessió de Castellitx. La carretera MA-5017, que uneix Randa amb Montuïri, transcorre a prop d’aquest indret.
La vegetació del Puig d’en Bord està dominada per ullastres (Olea europaea var. sylvestris) i alzines (Quercus ilex), que contribueixen al paisatge mediterrani típic de la zona. Aquest conjunt de característiques geològiques, històriques i naturals fan del Puig d’en Bord un element destacat del territori mallorquí.

## Galeria

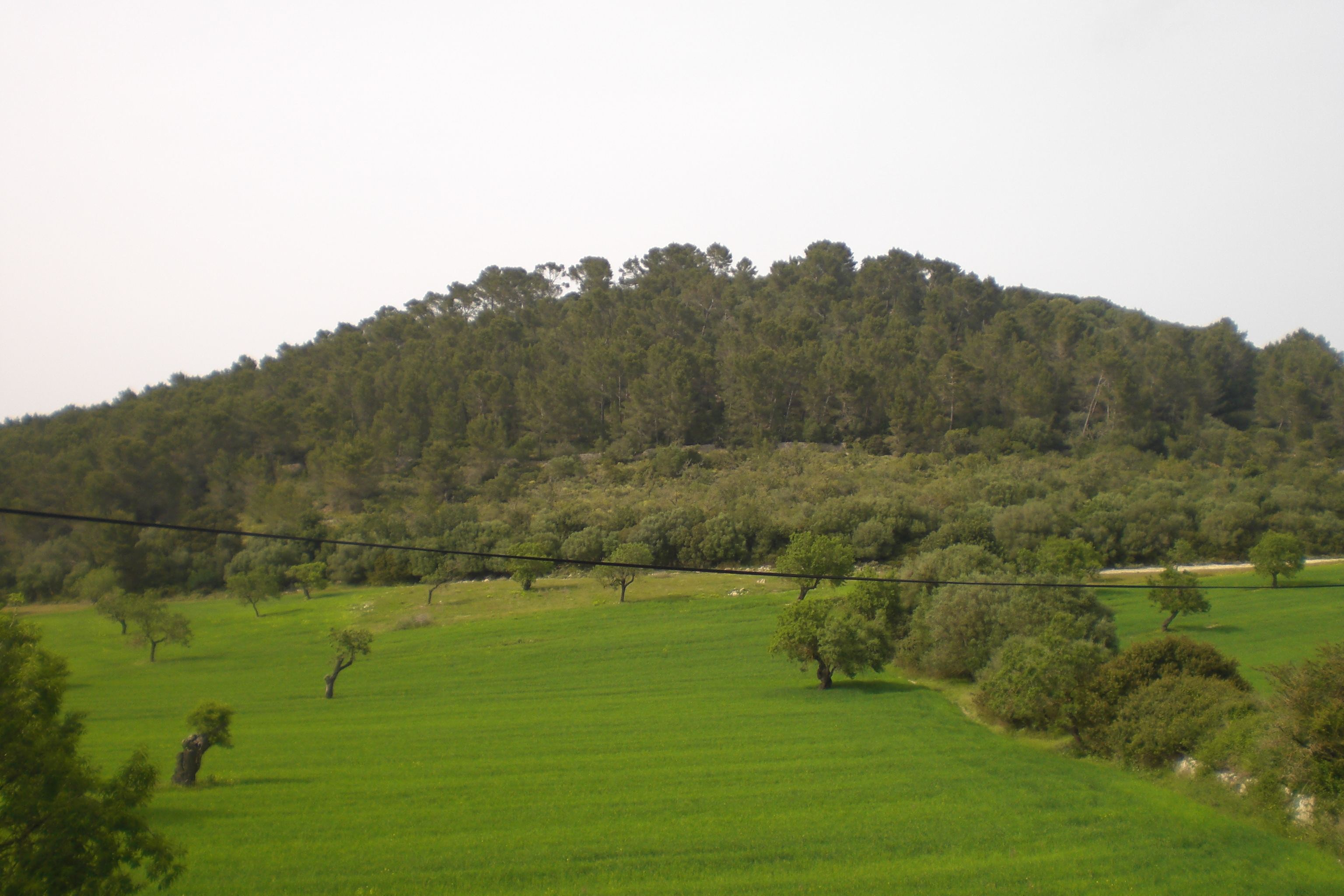
El Puig d'en Bord des de la carretera MA-5017 entre Randa i Montuïri
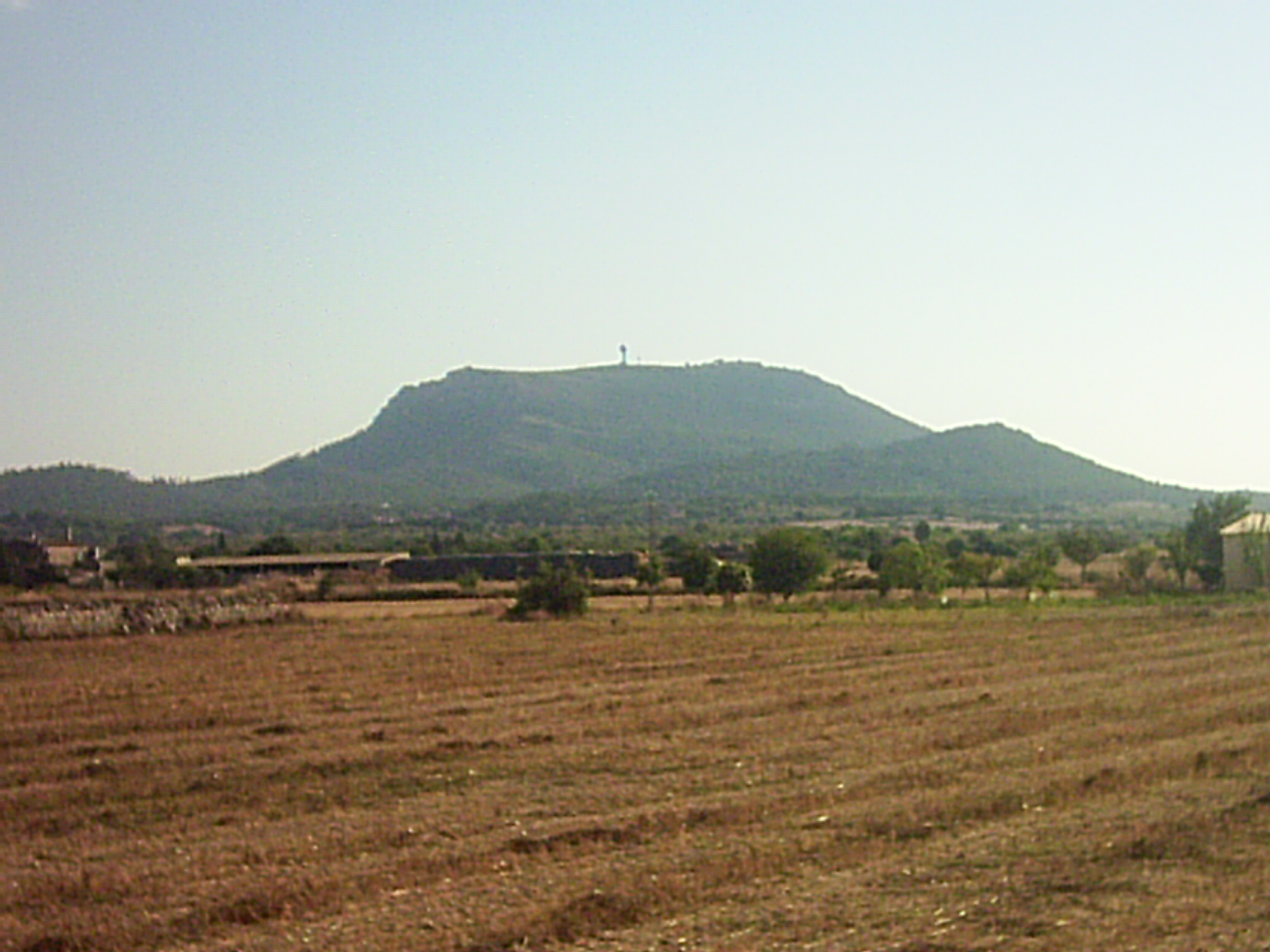
En primer pla el Puig d'en Bord i a darrere el Puig de Randa
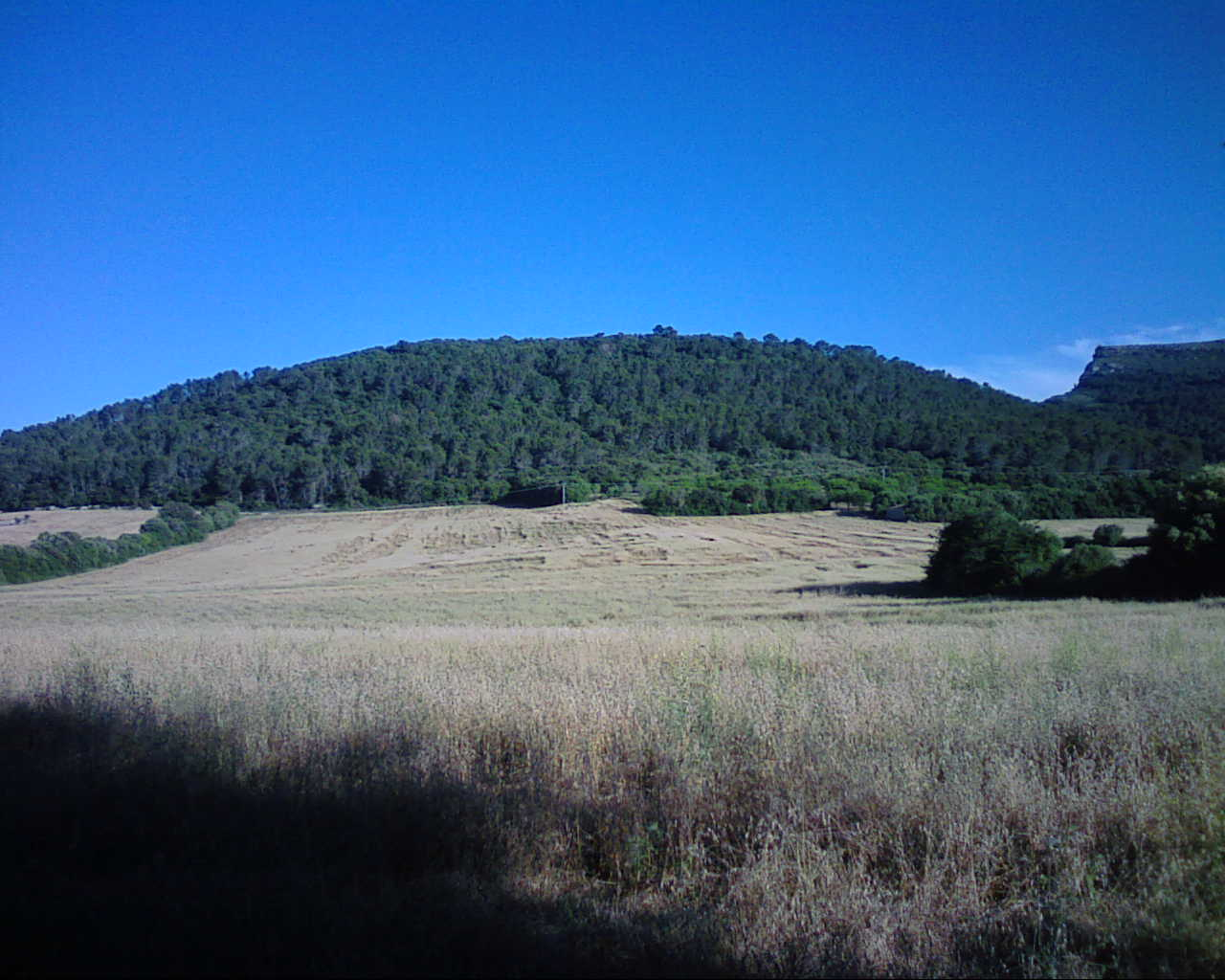
El Puig d'en Bord des del pinar de les Gatoves